# Gegenes
Gegenes is een geslacht van vlinders van de familie dikkopjes (Hesperiidae), uit de onderfamilie van de Hesperiinae.

## Soorten

### SubgenusGegenesHübner, 1819
- G. nostrodamus (Fabricius, 1793) - groot kustdikkopje
- G. pumilio (Hoffmannsegg, 1804) - klein kustdikkopje

### SubgenusAfrogegenesDe Jong & Coutsis, 2017
- G. hottentota (Latreille, 1824)
- G. letterstedti (Wallengren, 1857)
- G. ocra (Evans, 1937)
- G. niso (Linnaeus, 1764)

### SubgenusTorbenlarseniaKemal & Koçak, 2020
- G. holtzi (Plötz, 1883)
- G. cottrelli Larsen, 2013
- G. fallax (Gaede, 2013)
- G. fanta (Evans, 1937)
- G. micans (Holland, 1896)
- G. sirena (Evans, 1937)

### SubgenusFlangaGrishin, 2023
- G. perobscura (Druce, 1912)
- G. detecta (Trimen, 1893)

### SubgenusHaveaGrishin, 2023
- G. havei (Boisduval, 1833)